# 烯丙基溴
烯丙基溴 (3-溴丙烯) 是一种有机溴化合物。 它是一种烷基化试剂，用于合成聚合物，药物和其他有机化合物。 从物理上讲，烯丙基溴是一种无色液体，具有强烈，刺激和持久的气味。 烯丙基溴比烯丙基氯更具反应性，但价格更高，这些考虑因素指导了其使用。 

## 制备和反应
它是由烯丙醇为原材料商业生产的。  烯丙基氯在溴化铜存在下与溴化氢反应也可以制得烯丙基溴。 
该化合物主要用作亲电子的烯丙基化剂。 锌会和烯丙基溴反应，形成烯丙基溴化锌。